# 2005 في الكويت

## المناصب
- أمير الدولة : جابر الأحمد الصباح
- ولي العهد: سعد العبد الله السالم الصباح
- رئيس الوزراء : صباح الأحمد الجابر الصباح

## مواليد
رتاج العلي - ممثلة

## وفيات
- غريد الشاطئ - مغني.
- عبد الله الرفاعي - أكاديمي.
- مبارك الحساوي - سياسي.